# Övermarken
Övermarken är ett villaområde mellan Bergsviken och Hortlax i Piteå kommun. 
Före 2015 räknades bebyggelsen som en del av tätorten Hortlax. År 2015 räknas området som en egen småort. Från 2018 räknas den som en del av tätorten Övermarken, Skatan och Maran.